# كلايتون زين
كلايتون زين (بالإنجليزية: Clayton Zane)‏ هو لاعب كرة قدم أسترالي، ولد في 12 يوليو 1977 في نيوكاسل في أستراليا. شارك مع منتخب أستراليا تحت 20 سنة لكرة القدم ومنتخب أستراليا الوطني لكرة القدم تحت 23 سنة ومنتخب أستراليا لكرة القدم. أما مع النوادي، فقد لعب مع نادي رويال أندرلخت ونادي ليلستروم ونادي مولده ونيوكاسل بريكرز.

## وصلات خارجية
- كلايتون زين على موقع الاتحاد الدولي (مؤرشف)  (الإنجليزية)
- كلايتون زين على موقع قاعدة بيانات كرة القدم.إي يو (الإنجليزية)
- كلايتون زين على موقع ناشيونال فوتبول تيمز (الإنجليزية)
- كلايتون زين على موقع عالم كرة القدم.نت (الإنجليزية)
- كلايتون زين على موقع أوليمبيديا (الإنجليزية)
- كلايتون زين على موقع اللجنة الأولمبية الأسترالية (الإنجليزية)